# Conocephalus fuscus
Conocephalus fuscus är en insektsart som först beskrevs av Johan Christian Fabricius 1793.  Conocephalus fuscus ingår i släktet Conocephalus och familjen vårtbitare. Inga underarter finns listade i Catalogue of Life.

## Bildgalleri

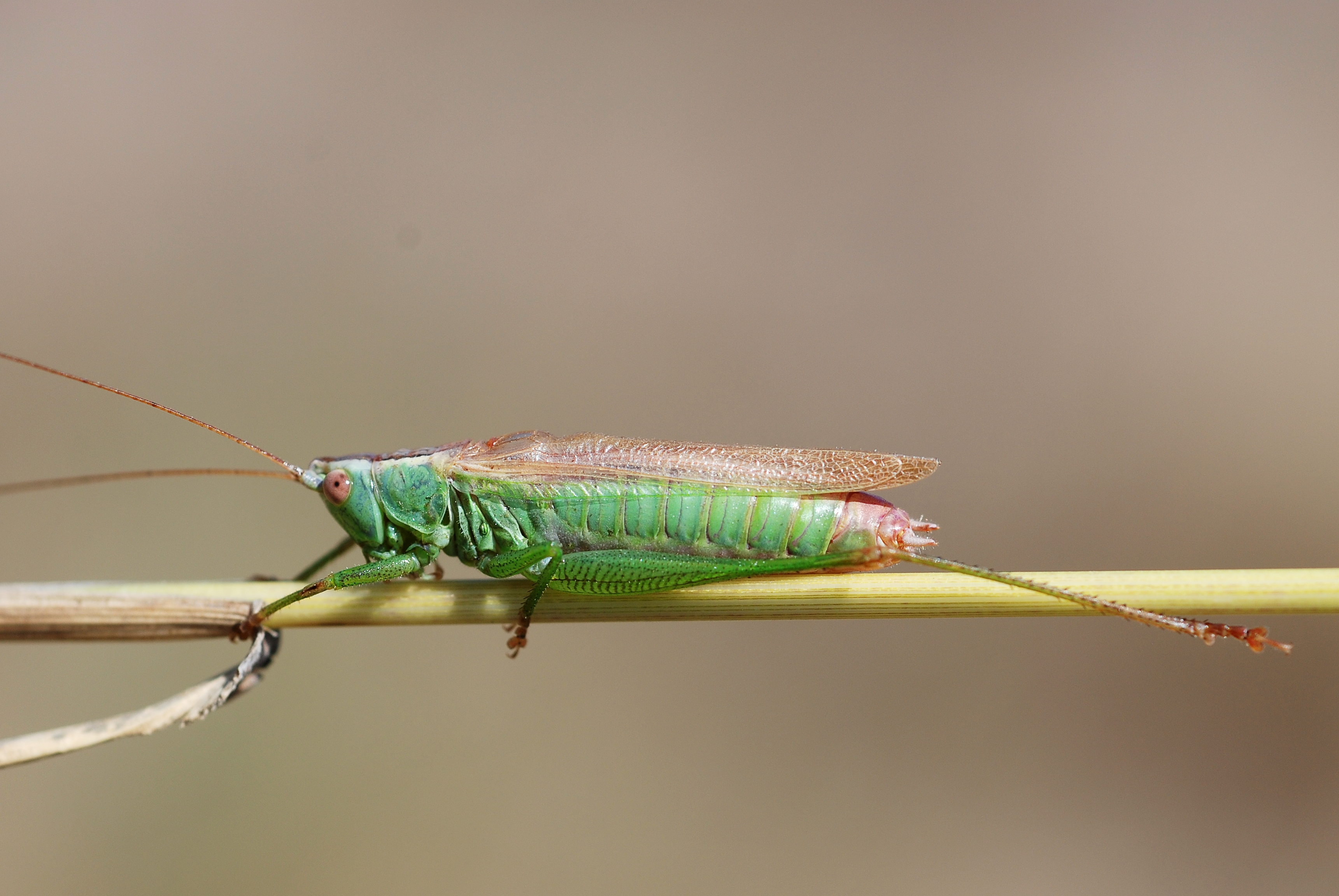
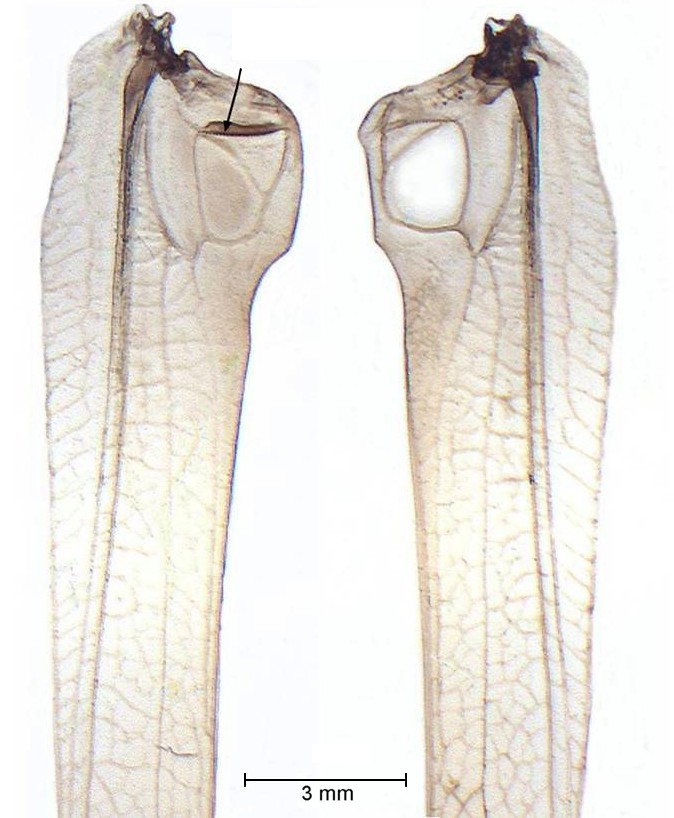
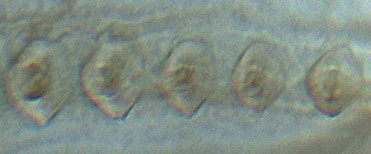
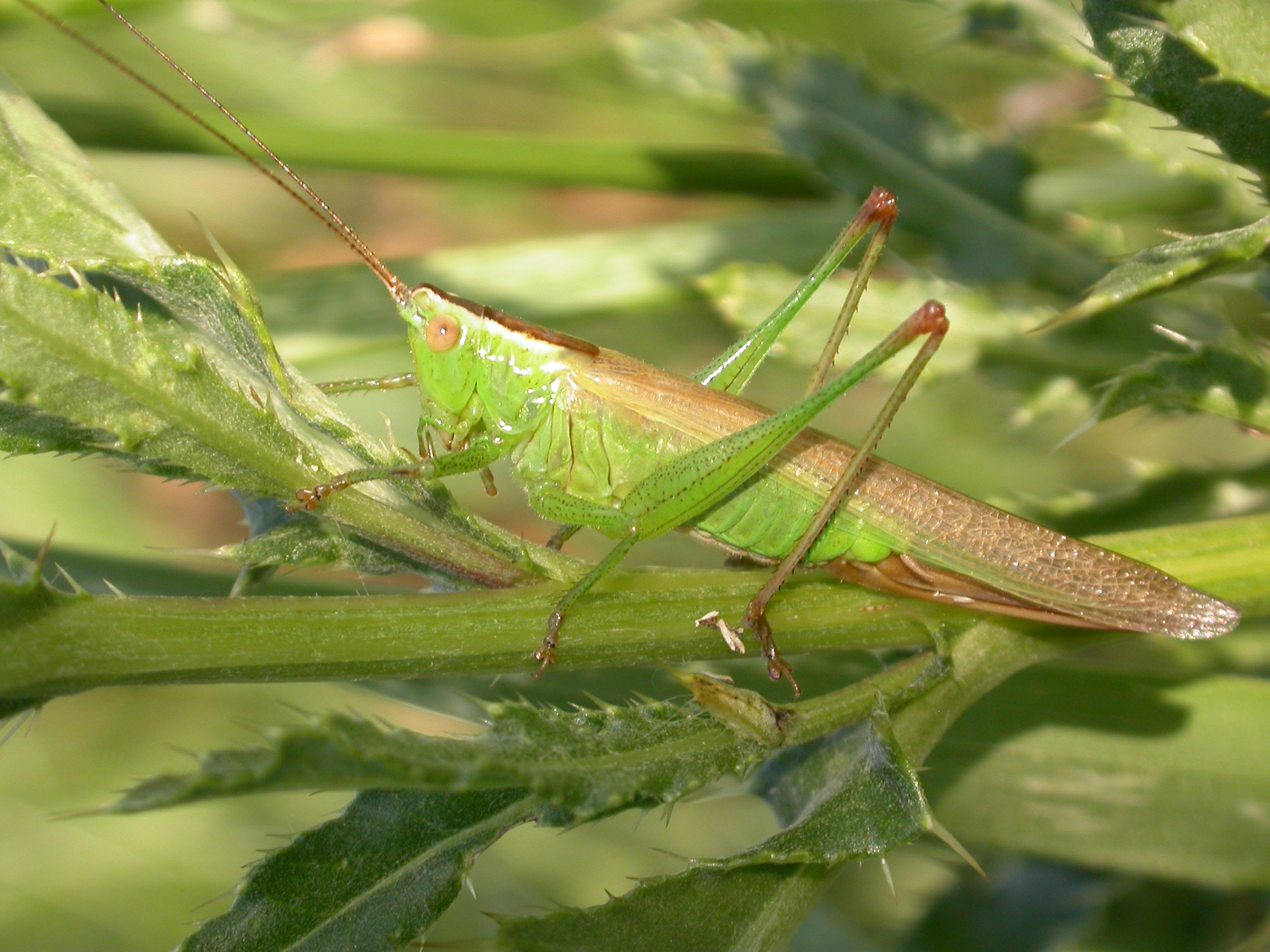
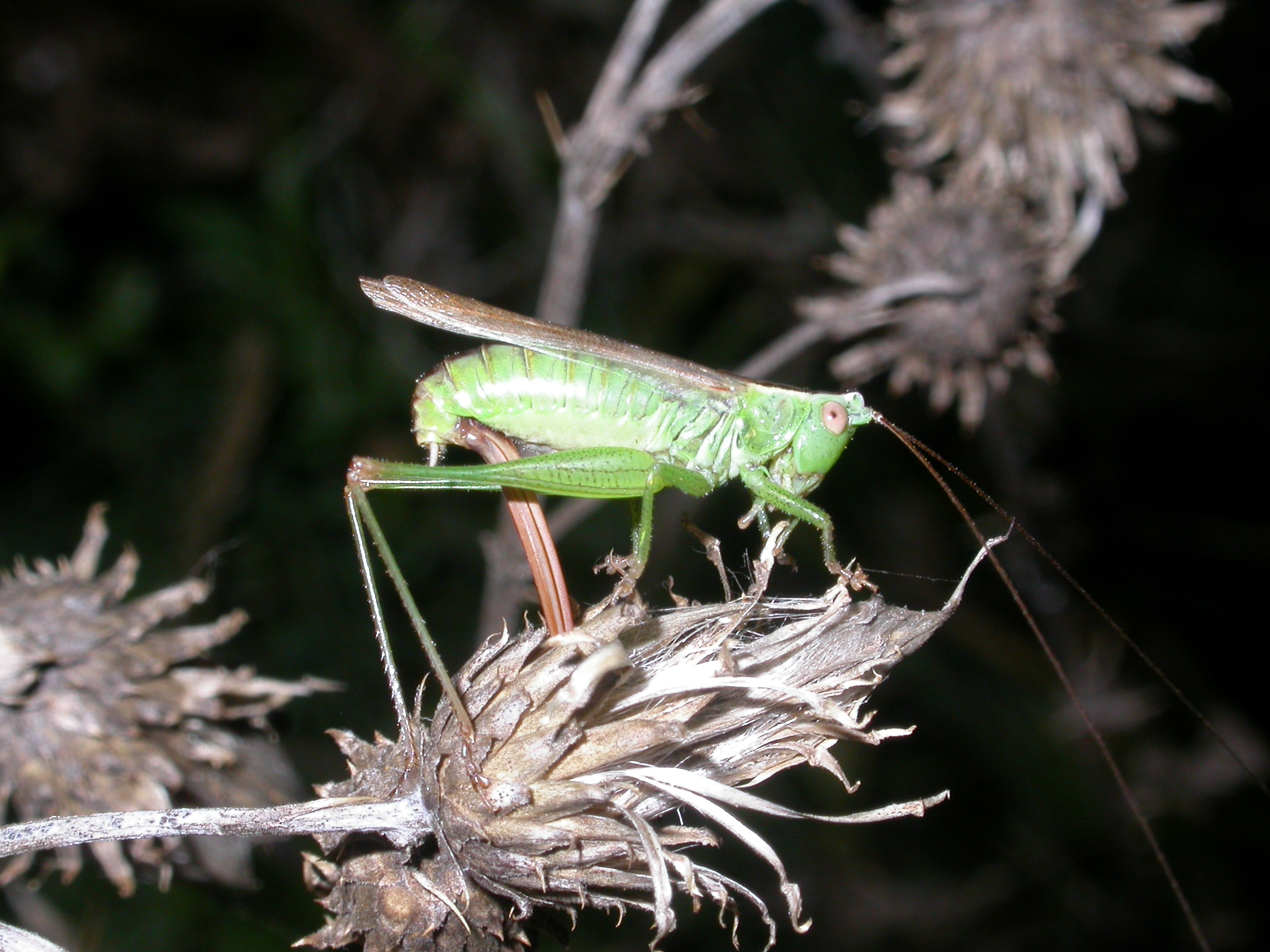
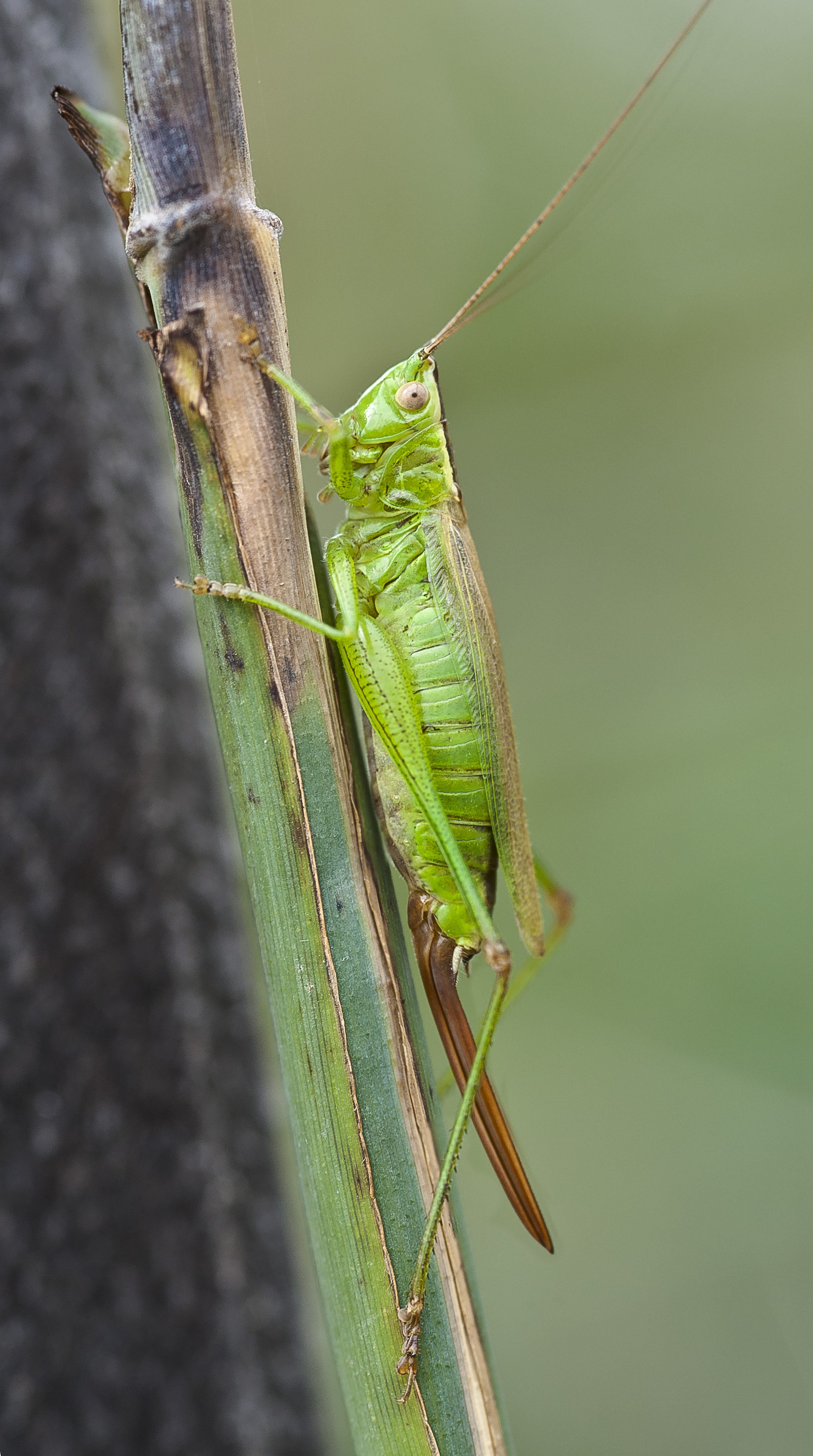